# 田中勇一
田中 勇一（たなか ゆういち、1952年 - ）は、日本の政治活動家。

## 経歴
- 鹿児島県立阿久根農業高等学校卒業
- 1971年　建設省入省
- 1976年　日本大学理工学部土木工学科（夜間）卒業
- 国土交通省九州地方整備局企画部課長補佐
- 2006年　川内川河川事務所技術担当副所長
- 2009年4月　国土交通省退職、阿久根市長選挙に立候補表明
  - 5月31日　阿久根市長出直し選挙落選
- 現在、川内川の防災支援活動を行う防災エキスパートとして活動している

## 阿久根市長出直し選挙
- 2009年2月6日、阿久根市議会で竹原信一市長の不信任決議が可決され、同月10日に竹原市長は議会を解散した。3月22日の出直し市議選（定数16）では反市長派が再度の不信任案可決に必要な11議席獲得した。田中は4月9日に阿久根市出直し市長選に立候補を表明。反市長派グループの阿久根市民会議が田中の支援を表明した。
- 5月31日の出直し市長選挙で田中は市政の協調・地域振興などを訴えたが、再度の市長不信任可決で失職した竹原前市長に762票差で敗れた。投票率は前回の4人が立候補した昨年9月より7.09ポイント上がって82.59%に達した。